# Rena Matsui
Rena Matsui (japonês: 松井 玲奈, Hepburn: Matsui Rena, Hyogo, 27 de julho de 1991) é uma atriz, cantora e escritora japonesa. Fez parte do grupo de idols SKE48 e Nogizaka46.

## Carreira
Entrou no grupo de idols japonesas SKE48 em dezembro de 2008 e se "graduou" do grupo em dezembro de 2015.
Em 24 de fevereiro de 2014, entrou no grupo de idols Nogizaka46. Partiu do grupo em 2015 com uma cermônia de saída em 12 de abril.
Começou a escrever obras de ficção em 2018, e seu primeiro trabalho foi a história curta "Nugutte mo, nugutte mo" publicada no jornal Subaru.